# Michiel ten Horn
Michiel ten Horn (1983) is een Nederlandse regisseur.
Ten Horn studeerde Animation aan de Hogeschool voor de Kunsten Utrecht en studeerde in 2007 af. In 2012 verscheen zijn eerste speelfilm, De ontmaagding van Eva van End. De film werd voor verschillende Gouden Kalveren genomineerd. In 2014 verscheen Aanmodderfakker, met Gijs Naber in de hoofdrol. De film won drie Kalveren: voor beste film, beste acteur (Gijs Naber) en beste scenario (Anne Barnhoorn).
Zijn film Fabula was de openingsfilm van het 54e Internationaal Film Festival Rotterdam, en verschijnt in april 2025 in de bioscopen.

## Filmografie

### Korte films
- 2007: Basta
- 2009: Alex in Amsterdam
- 2009: Arie
- 2012: 7 Minutes in Heaven
- 2013: Vingers

### Speelfilms
- 2012: De Ontmaagding van Eva van End
- 2014: Aanmodderfakker
- 2022: Hotel Sinestra
- 2025: Fabula

### Series
- 2016: Eng (aflevering: Nr. 83)
- 2017: Van God Los (aflevering: Beverman & Zn)
- 2019: Random Shit (aflevering: Det første vil være lastene)
- 2020: Ares
- 2024: De Pudding Club (aflevering: Aapman)